# Cephalaeschna viridifrons
Cephalaeschna viridifrons är en trollsländeart som först beskrevs av Fraser 1922.  Cephalaeschna viridifrons ingår i släktet Cephalaeschna och familjen mosaiktrollsländor. IUCN kategoriserar arten globalt som livskraftig. Inga underarter finns listade i Catalogue of Life.